# Phil Hine
Phil Hine est un écrivain et un occultiste, auteur du Pseudonomicon, de Condensed Chaos, Prime Chaos, ainsi que de plusieurs essais sur la Magie du Chaos et la magie issue des mythes de Cthulhu.

## Livres
Son ouvrage le plus populaire est un petit pamphlet intitulé Oven-Ready Chaos (auparavant intitulé Condensed Chaos ; traduit par Chaos prêt à cuire en français) qui comprenait une courte et simple définition de la magie ou magick, un bref historique du courant de la Chaos Magick et une mise en évidence de quelques approches et techniques de ce courant.

## L'approche de Hine
L'œuvre de Phil Hine a été critiquée pour son manque de profondeur, mais il est également largement considéré comme un des auteurs les plus pratiques, les plus pédagogiques et accessibles sur le sujet. 

### Définition de la magie
Hine semble peu enclin dans ses œuvres, et sans doute avec raison, à essayer de donner une définition de la magie. À la place, il suggère que la magie est à la fois une force vitale et un mode de conscience ou un style de vie. Si l'on a besoin d'une simple phrase comme définition donnée par Hine ce serait celle-ci : « La magie est un ensemble de techniques et d'approches qui tendent à accroître les limites de la Réalité Inaccessible ».
Une autre définition qui peut être retirée de ses écrits serait : « un état d'ouverture sur une réalité en expansion et l'application de cet état dans la vie ».

### Méthode
Phil Hine souligne sans cesse, influencé sans doute par Robert Anton Wilson et la programmation neuro-linguistique, que les réseaux métaphysiques du pratiquant ne sont pas des absolus dont on ne peut s'échapper, mais, pour le magicien du chaos, ils sont plutôt un style et une pratique. Plutôt que de donner des explications métaphysiques de ce qui est censé fonctionner, il donne quelques techniques de base afin d'altérer les états de conscience, et il insiste sur le fait que l'unique moyen de comprendre la magie est de l'essayer soi-même. Il semble généralement suivre l'idée que certaines formes de magie sont exécutées dans un état de gnose.

### Style Rituel
Suivant sa suggestion que la magie doit être amusante et basée sur tout ce qui fonctionne, Hine utilise le rituel kabbalistique semi-traditionnel afin de méditer sur des organigrammes basés sur la programmation informatique ou utilise d'absurdes rites discordiens. 